# Tábara Arriba
Tábara Arriba är en kommun i Dominikanska republiken.   Den ligger i provinsen Ázua, i den centrala delen av landet, 90 km väster om huvudstaden Santo Domingo. Antalet invånare är i kommunen är cirka 17 600.
Terrängen runt Tábara Arriba är varierad. Runt Tábara Arriba är det ganska tätbefolkat, med 86 invånare per kvadratkilometer. Närmaste större samhälle är Padre Las Casas, 19,0 km norr om Tábara Arriba. Omgivningarna runt Tábara Arriba är en mosaik av jordbruksmark och naturlig växtlighet.